# Elmgreen & Dragset
Elmgreen & Dragset er en kunstnerduo bestående af Michael Elmgreen (født 1961; København, Danmark) og Ingar Dragset (født 1969; Trondheim, Norge). Elmgreen & Dragset arbejder med forskellige materialer og kunsttyper f.eks. skulptur, installation, teater og arkitektur. Deres kunst kredser om emner som individet, staten, eskapisme, bureaukrati og forholdet mellem kunst, arkitektur og design. Duoen begyndte at lave kunst sammen under navnet Elmgreen & Dragset i 1995.

## Værker
Et kort udvalg af duoens værker:
- Prada Marfa (2005). En 1:1-kopi af en Pradabutik opstillet midt i en ørken i Texas, USA.
- Denkmal für die im Nationalsozialismus verfolgten Homosexuellen (2008). Mindesmærke for de homoseksuelle ofre for nazisterne under Anden Verdenskrig. Opstillet i Tiergarten, Berlin, Tyskland.
- The Collectors (2009). Elmgreen & Dragset kuraterede en fælles dansk, svensk og norsk udstilling på den 53. Venedig Biennale i Italien.
- Powerless Structure, Fig. 101 (2012). Guldfarvet skulptur af en dreng på en gyngehest. Opstillet på den fjerde plint på Trafalgar Square, London, Storbritannien.
- HAN (2012). Sølvfarvet skulptur af en mandsfigur siddende på en sten. Permanent opstillet foran Kulturværftet i Helsingør.
- Biography (2014) fotobog

## Hæder og priser
Elmgreen & Dragset vandt i 2002 Preis der Nationalgalerie på Hamburger Bahnhof, Berlin. I 2009 fik Elmgreen & Dragset en Special Mention ved Venedig Biennalen for deres kuratering af den fællesnordiske udstilling The Collectors.

## Fotos af værker
- Denkmal für die im Nationalsozialismus verfolgten Homosexuellen af Elmgreen and Dragset
- Videoen inden i Denkmal für die im Nationalsozialismus verfolgten Homosexuellen af Elmgreen and Dragset